# Velika nagrada Azerbajdžana
Velika nagrada Azerbajdžana je automobilska utrka Formule 1. Održava se od 2017., na uličnoj stazi Baku City Circuit. Utrka je bila dio kalendara Formule 1 i 2016. godine, ali je onda nosila naziv Velika nagrada Europe.

## Pobjednici

### Višestruki pobjednici (konstruktori)
| Pobjede | Konstruktor | Pobjednička godina |
| ------- | ----------- | ------------------ |
| 2       | Red Bull    | 2017., 2021.       |
| 2       | Mercedes    | 2018., 2019.       |

### Pobjednici po godinama
| Godina | Vozač            | Bolid              |
| ------ | ---------------- | ------------------ |
| 2017.  | Daniel Ricciardo | Red Bull-TAG Heuer |
| 2018.  | Lewis Hamilton   | Mercedes           |
| 2019.  | Valtteri Bottas  | Mercedes           |
| 2020.  | Nije održana     | Nije održana       |
| 2021.  | Sergio Pérez     | Red Bull-Honda     |